# Гир, Теодор Тёрстон
Теодор Тёрстон Гир (англ. Theodore Thurston Geer, 12 марта 1851, Уолдо-Хилс, Территория Орегон — 21 февраля 1924, Портленд, штат Орегон) — американский политик, 10-й губернатор Орегона (первый из них рожденный на территории штата) в 1899—1903 годах. Член Республиканской партии. Он также работал в Палате представителей штата Орегон, в том числе был её спикером.

## Биография

### Ранние годы
Теодор Гир родился 12 марта 1851 года в Уолдо-Хилс к востоку от Сейлема, на территории Орегон. Его родители, Хеман Джонсон Гир и Синтия Энн Эофф, расстались, когда Теодору было 14 лет. Гир получил образование в школе Сейлема и Уилламеттском университете в Сейлеме. После того, как его родители разошлись, он начал работать, а в 1866 году он вместе со своим отцом переехал в долину Гранд-Ронд. Живя в Восточном Орегоне, Гир писал письма в газету «Blue Mountain Times». В 1877 году он вернулся в долину Уилламетт и холмы Уолдо, где занимался сельским хозяйством.

### Политическая карьера
В 1880 году Гир был избран в Законодательную ассамблею Орегона, представляя в Палате представителей округ Марион. Он вернулся в палату в 1889 году, проработав законодательную сессию 1893 года и выступая в качестве спикера палаты в 1891 году. В 1897 году он был членом коллегии выборщиков.
В 1898 году Теодор Гир был избран 10-м губернатором штата Орегон, победив кандидата от демократов и популистов У. Р. Кинга. Губернатор-республиканец, он отбыл один срок с 9 января 1899 г. по 14 января 1903 года. Гир был десятым губернатором с момента обретения статуса штата, но первым коренным жителем Орегона, занявшим эту должность.
Гир поддержал первую поправку к Конституции Орегона 1857 года, которая ввела в действие законодательную систему инициативы и референдума. Поправка была принята Законодательной ассамблеей Орегона в 1899 и 1901 годах и одобрена избирателями Орегона в 1902 году. Гир не стал повторно выдвигать свою кандидатуру на пост губернатора и в январе 1903 года покинул свой пост.

### Езда на велосипеде
Гир прославился тем, что был активным участником увлечения ездой на велосипеде 1890-х годов. На посту губернатора он подписал закон 1899 года о велосипедных дорожках, принятый Законодательным собранием штата, который должен был создать сеть велосипедных дорожек по всему штату. Губернатор Гир регулярно ездил на велосипеде из своего дома в Макли к Капитолию.

### Последние годы
После ухода с политической должности с 1903 по 1905 год Гир работал редактором газеты «Oregon Statesman», а затем с 1905 по 1908 год был владельцев «Pendleton Tribune». В 1908 году Гир переехал в Портленд, где в 1911 году опубликовал книгу «Пятьдесят лет в Орегоне». В последние годы Гир работал в сфере недвижимости. Умер 21 февраля 1924 года в Портленде.

## Семья и наследие
В 1870 году Гир женился на Нэнси Батт Дункан, у них родилось трое детей. В 1900 году Гир женился во второй раз на Изабель Труллинджер. В течение 155 лет предки Гира жили на одной ферме, основанной Р. К. Гиром, который в 1847 году был одним из первых людей, которые отправились в долину Уилламетт через участок Барлоу-роуд Орегонской тропы. Ферма, известная сегодня как GeerCrest (ранее — Vesper Geer Rose Ranch), теперь используется как учебная ферма. Ферма также известна как дом детства политического карикатуриста Сильвертона Гомера Давенпорта, мать которого Флоринда была членом семьи Гир.